# Dicá
Oscar Sales Bueno Filho, mais conhecido como Dicá (Campinas, 13 de julho de 1947), é um ex-futebolista brasileiro.
Exímio cobrador de faltas (nos treinos, colocava argolas de borracha penduradas no ângulo para servir de referência), é considerado o melhor jogador da história da Ponte Preta, sendo o que mais vezes vestiu a camisa da Macaca e o maior artilheiro de sua história, com 154 gols. Apesar disso, nunca foi sequer convocado para a Seleção Brasileira.

## Carreira
Iniciou sua carreira nos campos de terra do Esporte Clube Santa Odila, time amador de Campinas, e com apenas quinze anos já chamou a atenção dos dois clubes da cidade, Guarani e Ponte Preta. Como seu pai era torcedor da Ponte, resolveu aceitar o convite da Macaca e levar o filho ao Alvinegro. Jogou apenas sete jogos no juvenil da Ponte, e o técnico Cilinho resolveu colocar o garoto entre os profissionais. Foi no time campineiro que começou, em 1966, conquistando o título da divisão de acesso em 1969 e o vice-campeonato paulista de 1970, em que foi eleito o jogador revelação do campeonato. Durante a Taça de Prata de 1970, chegou a ser mantido fora do time por causa de uma proposta do Corinthians,, de trezentos mil cruzeiros, mas o negócio não foi fechado.
Dicá acabou saindo para o Santos, em 1971, por empréstimo, mas não conseguiu firmar-se como titular, e o Santos achou o valor do passe (quinhentos mil cruzeiros) caro demais. "[Na Ponte Preta], eu jogava fazendo o terceiro homem de ligação, com o Teodoro jogando na frente dos zagueiros e com Roberto Pinto fixo, pela esquerda", explicou. "Fui para o Santos e fui obrigado a jogar de maneira completamente diferente, fixo pela esquerda e com pouco espaço. Atualmente, na Ponte Preta, eu estava jogando pela esquerda, mas com liberdade, e o Manfrini fazia a ligação com o ataque. Quando saí do Santos, uma semana depois de Clayton Bitencourt me dizer que meu passe seria comprado, fiquei muito abalado."
O jogador voltou no fim do ano a Campinas. Deixou o time novamente no meio de 1972, ao ser vendido para a Portuguesa por 370 mil cruzeiros, mais o passe do atacante Valdomiro. A Lusa estava sendo treinada por Cilinho, mesmo técnico que o lançara, na Ponte Preta, em 1967. "Agora, estou contente, principalmente porque Cilinho pretende me aproveitar da mesma forma como na Ponte Preta", comemorou. Lá ele conquistaria os três títulos de sua carreira, o Campeonato Paulista de 1973, dividido com o Santos, e as Copas Estado de São Paulo de 1973 e 1976. Começou na reserva, pois o técnico Oto Glória achava que ele era "muito técnico, pouco tático", algo com que Dicá concordava.
Depois que deixou a reserva, subiu de produção até ser o jogador mais importante da campanha da Portuguesa no vice-campeonato paulista de Campeonato Paulista de 1975. Na decisão, contra o São Paulo, ele foi importante ao cavar a expulsão de Muricy e no segundo tempo marcar Chicão, mas, nas cobranças de pênaltis, errou o primeiro da Portuguesa, espalmado pelo Waldir Peres com a mão esquerda, o que teria desestabilizado o time, na opinião do goleiro Zecão.
Ficou na Lusa até 1976, quando voltou para a Ponte, desta vez para ficar. Fez parte do grande time que os campineiros montaram na segunda metade dos anos 1970 e foi vice-campeão paulista em 1977, 1979 e 1981.
Em um jogo decisivo contra o Guarani, pelo Paulistão de 1979, ele e Juninho Fonseca contundiram-se, mas o técnico da Ponte Preta só poderia substituir um deles. O médico não teve dúvidas: "Você joga até o fim, Dicá, pois só o fato de você estar em campo assusta o inimigo e acalma seus companheiros." Ele ficou em campo, e a Ponte venceu o jogo.
Sua experiência foi importante para o time no final de sua carreira. Para o Campeonato Brasileiro de 1983, a revista Placar classificou-o como "o craque" do time. Defendeu a Ponte até o fim do ano seguinte e em 1985 encerrou a carreira no Araçatuba. Sua despedida oficial aconteceu em 26 de janeiro de 1986, em partida amistosa realizada no Estádio Moisés Lucarelli frente à equipe suíça do Grasshoper. Naquele dia, a Ponte venceu a partida por 2 a 0, com um dos gols sendo marcado por Rivellino.
Nos anos 2000, foi o responsável pelo departamento de futebol da Ponte Preta. Em dezembro de 2008, foi convidado pelo presidente Sérgio Carnielli a assumir o cargo de diretor de futebol da Macaca, onde permaneceu até maio de 2009.
Atualmente, continua morando em Campinas. É dono da escolinha de futebol "Mestre Dicá". Tem quinhentos alunos no bairro do Parque Industrial e também foi comentarista esportivo na cidade, na Rádio e TV Bandeirantes.
Em 2016, foi lançado o documentário "Mestre Dicá", com direção de André Pécora e Stephan Campineiro. O documentário conta com depoimentos de figuras importantes do futebol nacional, como Zico, Rivellino, Gerson, Júnior, Carlos Alberto Torres, Casagrande, Emerson Leão, Mário Sérgio, Serginho Chulapa, Muricy Ramalho e Tite.

## Títulos

### Ponte Preta
- Campeonato Paulista - A2: 1969
- Taça dos Invictos: 1970

### Portuguesa
- Campeonato Paulista: 1973 [21]
- Copa Estado de São Paulo: 1973 [22] e 1976 [23]